# PFK Sementchi
El PFK Sementchi (en uzbeko: "Sementchi" Quvasoy professional futbol klubi / "Цементчи" Қувасой профессионал футбол клуби; en ruso: Профессиональный футбольный клуб "Цементчи" Кувасай) es un equipo de fútbol de Uzbekistán que juega en la Primera Liga de Uzbekistán, la segunda división de fútbol del país.

## Historia
Fue fundado en el año 1987 en la ciudad de Kuvasay de la Región de Fergana y el nombre del club en uzbeko significa cementeros.
En sus primeros años de existencia estuvo en la Liga Soviética de Uzbekistán hasta la disolución de la Unión Soviética y la posterior independencia de Uzbekistán, pasando a ser uno de los equipos fundadores de la Segunda Liga de Uzbekistán, la tercera división nacional.
En 1997 logra el ascenso por primera vez a la Primera Liga de Uzbekistán, liga en la que permanece por cuatro temporadas hasta que en 2002 termina en segundo lugar de la Primera Liga de Uzbekistán y logra el ascenso a la Liga de fútbol de Uzbekistán. Su primera temporada en primera división fue también de despedida luego de terminar en el lugar 15 entre 16 equipos y descendió por diferencia de goles.
En los siguientes tres años el club permaneció en la segunda categoría hasta que rehúsa a participar en la temporada 2008 por problemas financieros, desapareciendo pocos meses después.
El club es refundado en 2014 como equipo de la Segunda Liga de Uzbekistán, logrando ese mismo el ascenso a la Primera Liga de Uzbekistán. En 2017 el club es campeón de la Primera Liga de Uzbekistán, pero le es negado el ascenso por la disminución de equipos en la liga de 16 a 12.

## Palmarés
- Uzbekistan First League: 1

2017
- Uzbekistan Second League: 2

1997, 2014